# Подземията на Ватикана
„Подземията на Ватикана“ (на френски: Les Caves du Vatican) е роман на френския писател Андре Жид, издаден през 1914 г.
Действието е умишлено накъсано и противопоставя герои и интриги – от душевните терзания на вярващ католик и свободомислещия му зет до група измамници, разпространяващи слуха, че папата е затворен в подземия под Ватикана.
Авторът Жид определя книгата не като роман, а като соти (сатирична пиеса, характерна за френската литература от XV – XVI век).
„Подземията на Ватикана“ е издадена на български през 1937 година в превод на Милко Ралчев и отново през 1994 г. в превод на Олга Дончева.